# アントラニル酸-3-モノオキシゲナーゼ
アントラニル酸-3-モノオキシゲナーゼ（anthranilate 3-monooxygenase）は、トリプトファン代謝酵素の一つで、次の化学反応を触媒する酸化還元酵素である。
アントラニル酸 + テトラヒドロビオプテリン + O2 {\displaystyle \rightleftharpoons } 3-ヒドロキシアントラニル酸 + ジヒドロビオプレリン + H2O
この酵素の基質はアントラニル酸、テトラヒドロビオプテリン、O2で、生成物は3-ヒドロキシアントラニル酸、ジヒドロビオプレリンとH2Oである。補因子として鉄を用いる。
組織名はanthranilate,tetrahydrobiopterin:oxygen oxidoreductase (3-hydroxylating)で、別名にanthranilate 3-hydroxylase、anthranilate hydroxylase、anthranilic hydroxylase、anthranilic acid hydroxylaseがある。